# امیدآباد (تفتان)
امیدآباد یا موتور امید روستایی در دهستان چاه احمد بخش نازیل شهرستان تفتان استان سیستان و بلوچستان ایران است.

## جمعیت
بر پایه سرشماری عمومی نفوس و مسکن در سال ۱۳۹۵ جمعیت این روستا ۱۸۴ نفر (۵۲خانوار) بوده‌است.